# 7209 Cyrus
7209 Cyrus è un asteroide della fascia principale. Scoperto nel 1960, presenta un'orbita caratterizzata da un semiasse maggiore pari a 2,5931465 UA e da un'eccentricità di 0,0475777, inclinata di 8,87617° rispetto all'eclittica.
L'asteroide è stato così denominato in onore di Ciro il Grande, fondatore dell'impero persiano.